# Avond; De rode boom
Avond; De rode boom is een schilderij van de Nederlandse kunstschilder Piet Mondriaan uit 1908-1910, olieverf op linnen, 70 × 99 centimeter groot. Hij schildert een boom in een stijl die de overgang markeert tussen zijn vroege realistische werk en zijn latere abstracte composities. Het werk bevindt zich thans in het Kunstmuseum Den Haag.

## Context
In 1908, 1909 en 1910 verbleef Mondriaan tijdens de zomers in Domburg, waar hij onder andere verbleef in Villa Loverendale, het huis van Marie Tak van Poortvliet, die als zijn mecenas optrad. Deze periode vormde een keerpunt in zijn loopbaan. Geleidelijk stapte hij van een realistische werkwijze naar een abstractere schildervorm over, voornamelijk op basis van horizontale en verticale lijnen. Het was een zoektocht die voortkwam uit het streven naar de creatie van een eigen beeldwerkelijkheid, anders gezegd: naar het essentiële, diepere wezen van wat hij waarnam. Dat wat hij niet essentieel achtte liet hij geleidelijk steeds meer weg. Zijn schilderijen uit deze Domburgse periode vormen in dat opzicht een soort van overgangs-oeuvre. Avond; de rode boom is daarvan een typerend voorbeeld.

## Afbeelding
Mondriaan schildert met zijn rode boom een soort van treurwilg bij avond, waarbij hij de traditionele realistische kleur- en vormprincipes in feite al verlaten heeft. De vuurrode en kobaltblauwe kleurexplosie verwijst naar de invloed van het postimpressionisme en de invloed van Jan Toorop op zijn werk, maar ook van Vincent van Gogh. Los van het kleuraspect hebben ook de beeldelementen nog maar amper iets met een werkelijke boom te maken, maar worden ze nadrukkelijk door hemzelf gestileerd en gesimplificeerd. Tussen de uitstralende krans van takken schildert hij lijnen en vegen, zonder een natuurlijke referentie. Details laat hij achterwege. Het gekronkel van de twijgen wordt weergegeven door zorgvuldig uitgebalanceerde tegenkrommingen, kriskras-streepjes en gevarieerde verfstreken. Van de ene kant zoekt en naar evenwicht in de compositorische opbouw, maar tegelijkertijd wil hij beweging suggereren. Gestaag probeert hij de blik van de toeschouwer door de compositie te sturen. Diepte wordt enkel aangebracht door het contrast tussen de donkere rode boom op de voorgrond en de egaal-blauwe kleur van de achtergrond.

## Stijlontwikkeling
Na 1910 ging Mondriaan snel verder op het pad van abstractie. In 1911 schilderde hij zijn Grijze boom, waarvan de lijnen en vegen inmiddels helemaal los van de waarneming staan en nauwelijks nog een eigen beeldwerkelijkheid vormen. Het is inmiddels geen kwestie meer van stilleren, maar in plaats daarvan bepaalt hij de structuur van de boom helemaal zelf. In 1912, een jaar later, gaat hij nog een stap verder met zin  "Bloeiende appelboom", die zich enkel nog laat herkennen in relatie tot de eerdere werken als hier besproken.
De drie boomschilderijen zijn alle in bezit van het Kunstmuseum Den Haag, dat ze kreeg uit een legaat van Marie Tak van Poortvliet. Ze geven een uniek beeld van de stijlontwikkeling die Mondriaan in die periode doormaakte.

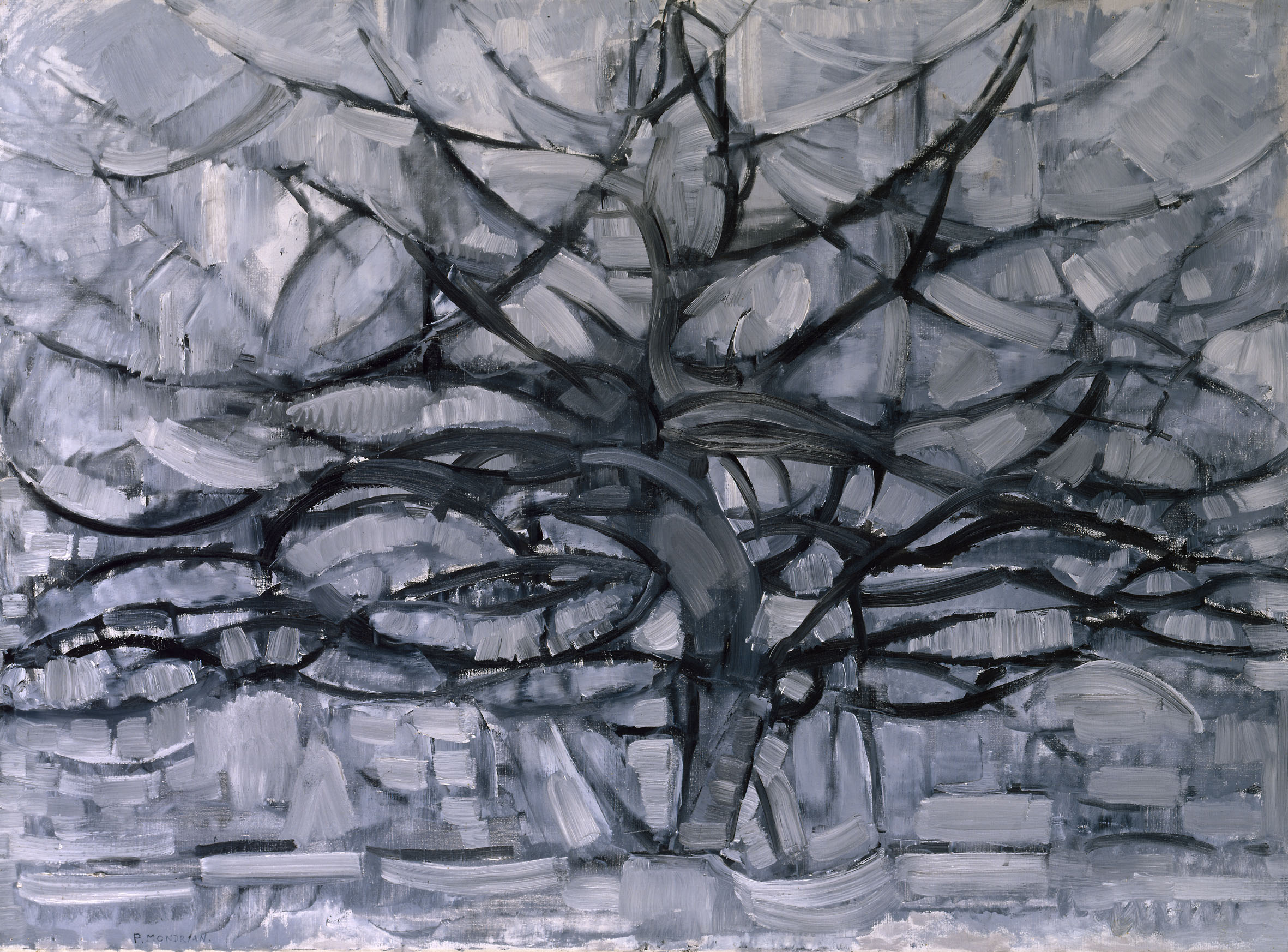
De grijze boom, 1911
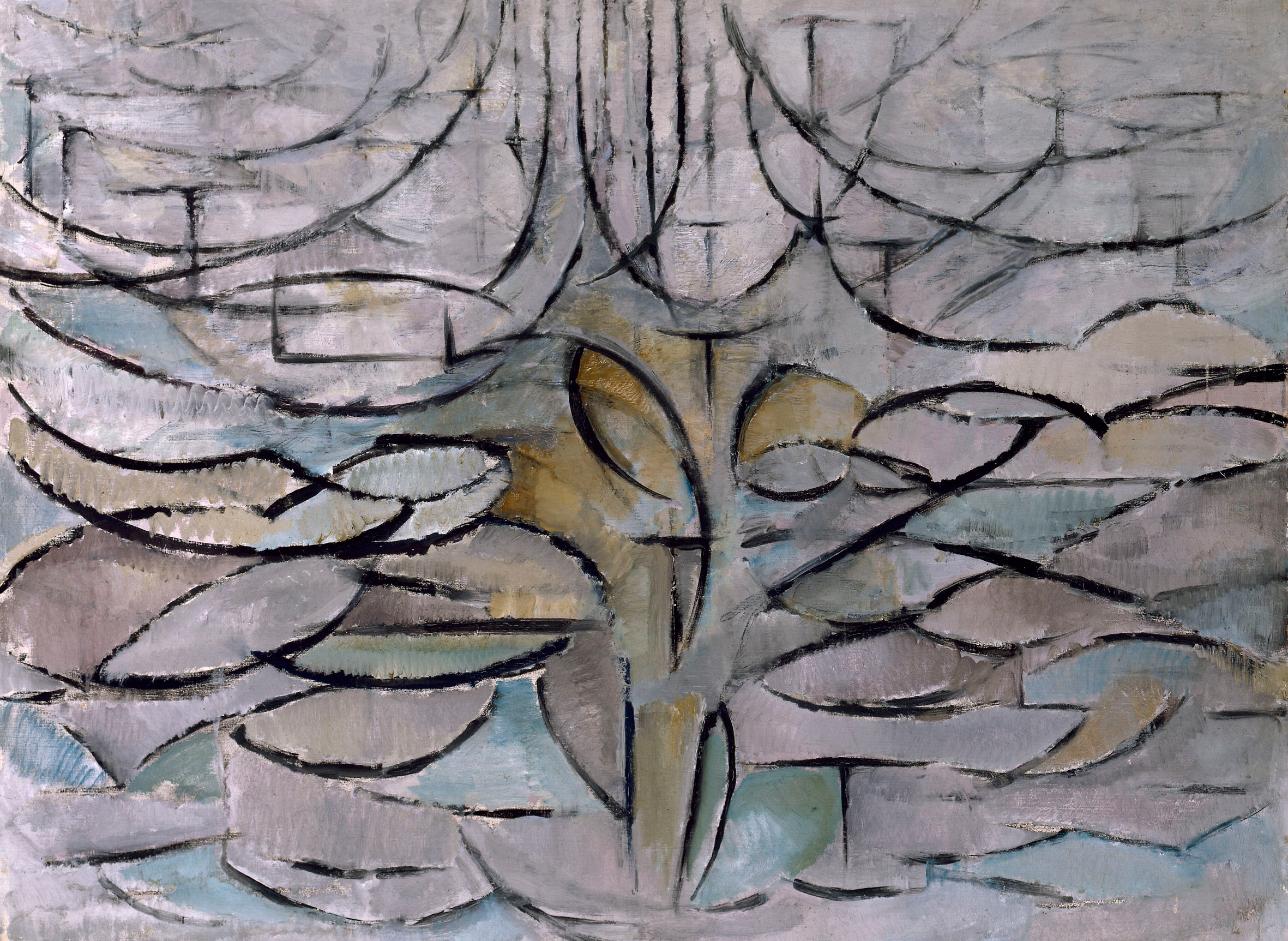
Bloeide appelboom, 1912

## Molenserie
In dezelfde periode schilderde Mondriaan ook een aantal erken van molens, waarin zich een vergelijkbare ontwikkeling laat zien. Zie hiervoor de lemma's De rode molen en Molen bij zonlicht.